# Хайнрих I (Бавария)
Вижте пояснителната страница за други личности с името Хайнрих I.
Хайнрих I (на немски: Heinrich I.; * 919/922, Нордхаузен; † 1 ноември 955, Херцберг) от род Лиудолфинги (Саксонска династия), e херцог на Бавария от 952 до 955 г.

## Живот
Хайнрих I е вторият син на краля на Източното франкско кралство Хайнрих I Птицелов и Матилда Вестфалска. Брат е на римско-немския император Ото I Велики и на Герберга Саксонска, която се омъжва за Луи IV.
Хайнрих I участва през 938 г. в бунт против брат си Ото, но е победен през 939 г. при Биртен, напуска кралството и отива при крал Луи IV във Франция. През 940 г. Хайнрих I получава Херцогство Лотарингия, но не се задържа на трона. На Великден 941 г. той се опитва да убие брат си Ото, но е разкрит и затворен в Ингелсхайм. На Коледа 941 г. след разкаяние той е освободен във Франкфурт на Майн.
Хайнрих I се жени за Юдит Баварска, баварска княгиня, дъщеря на херцог Арнулф I (Луитполдинги) и Юдит от Фриули (Унруохинги). През 948 г. той получава Херцогство Бавария. Хайнрих I успява да се бие победоносно против унгарските нападения. През 951 г. той придружава годеницата на брат си кралица Аделхайд в Павия. През 952 г. той увеличава своето херцогство с марките Верона и Аквилея. Хайнрих I потушава въстанието на Лиудолф и Конрад Червения от Лотарингия.
Хайнрих I умира на 1 ноември 955 г. в манастира Пьолде и е погребан в църквата на манастира Нидермюнстер в Регенсбург, където погребват и съпругата му Юдит. Последван е от сина му Хайнрих II (955 – 976), първоначално под регентството на майка му Юдит.

## Деца
Хайнрих I и Юдит Баварска имат три деца:
- Хадвиг (ок. 939 – 994), съпруга на Бурхард III, херцог на Швабия (Бурхардинги)
- Герберга (ок. 940 – 1001), игуменка на Гандерсхайм
- Хайнрих II (951 – 995).